# فیلیپو سوفیچی
فیلیپو سوفیچی (انگلیسی: Filippo Soffici؛ زادهٔ ۹ فوریهٔ ۱۹۷۰) ورزشکار روئینگ اهل ایتالیا است.
وی در مسابقات کشوری و بین‌المللی در مجموع برندهٔ ۲ مدال نقره، ۲ مدال برنز شده‌است.